# Edward Francis Finden
Edward Francis Finden ou Edward Finden (1791-1857) est un graveur anglais de la première moitié du XIXe siècle.

## Biographie
Edward Francis Finden, né à Londres le 30 avril 1791, est le plus jeune frère du graveur William Finden (1787-1852) et élève comme lui de James Mitan.
Il meurt à Londres dans le quartier de St. John's Wood le 9 février 1857.

## Œuvre

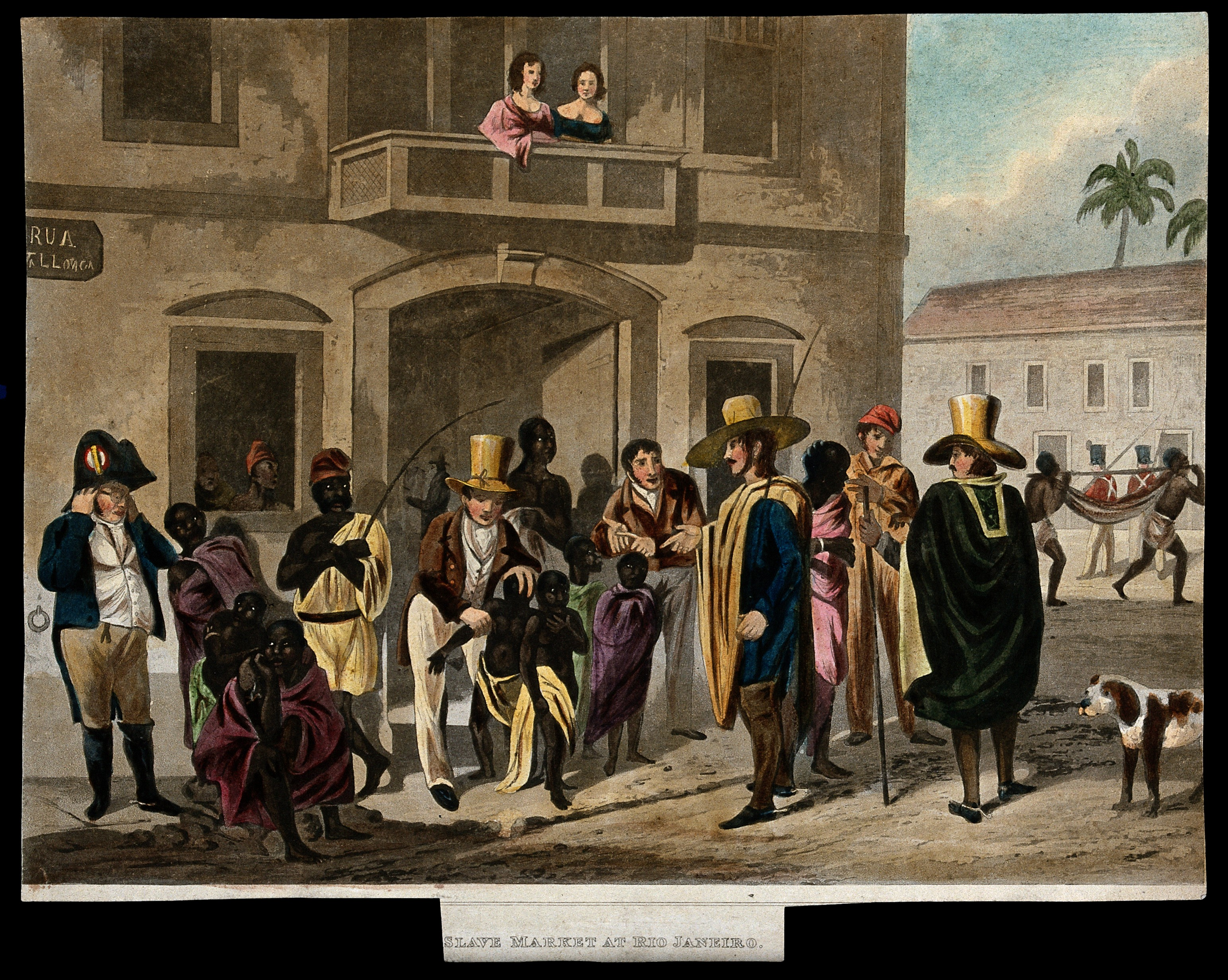
Marché aux esclaves de Rio de Janeiro

Finden a réalisé de nombreuses gravures pour illustrer des ouvrages, ainsi en 1825 un ensemble d'eaux-fortes pour Miscellaneous Opinions and Observations on the Continent (Opinions et observations sur le continent) et en 1831 les gravures de Illustrations of the Vaudois in a Series of Views, tous deux écrits par Richard Duppa. Il a aussi illustré des almanachs, de recueils de poèmes et d'autres œuvres sentimentales alors en vogue. Avec son frère William, il illustre en 1835 The Biblical Keepsake or Landscape Illustrations Consisting of the Most Remarkable Places Mentionned in the Old and New Testaments, publié à Londres chez John Murray et Charles Knight, d'après des dessins notamment de Turner et de Calcott.
Il a réalisé un certain nombre de gravures d'interprétation séparées, d'après des peintres :
- The Harvest Waggon (Le chariot des récoltes), d'après Thomas Gainsborough
- Aussi heureux qu'un roi d'après William Collins
- Le capitaine Macheath en prison, d'après Gilbert Stuart Newton
- le petit glaneur, d'après William Beechey
- La princesse Victoria, d'après Richard Westall
- Othello racontant ses exploits à Brabantio et Desdémone, d'après Douglas Cowper.
- Mon oncle Pompée, d'après David Wilkie
- Cupid and Psyche, d'après J. Wood
- Vue de la place du Marché à Liège, d'après Samuel Prout.

Il a également réalisé des gravures pour le peintre paysagiste James Duffield Harding (1798-1863), notamment Mount Edgcumbe.

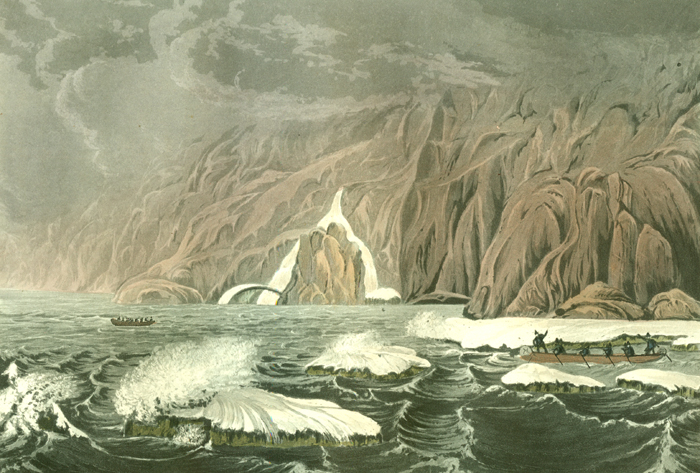
Expédition doublant le cap Barrow, 25 juillet 1821
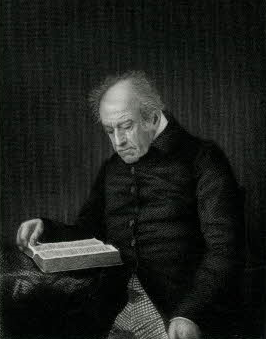
Samuel Staniforth
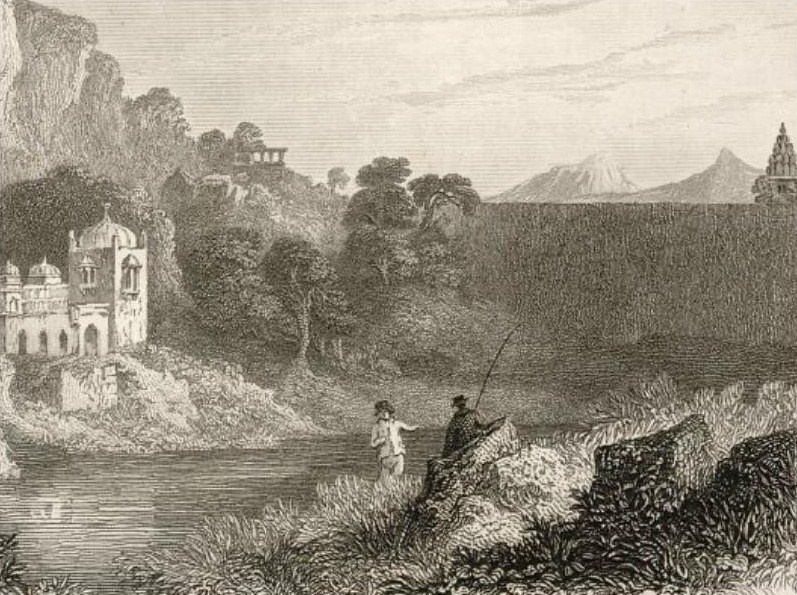
Source de la rivière Bairis
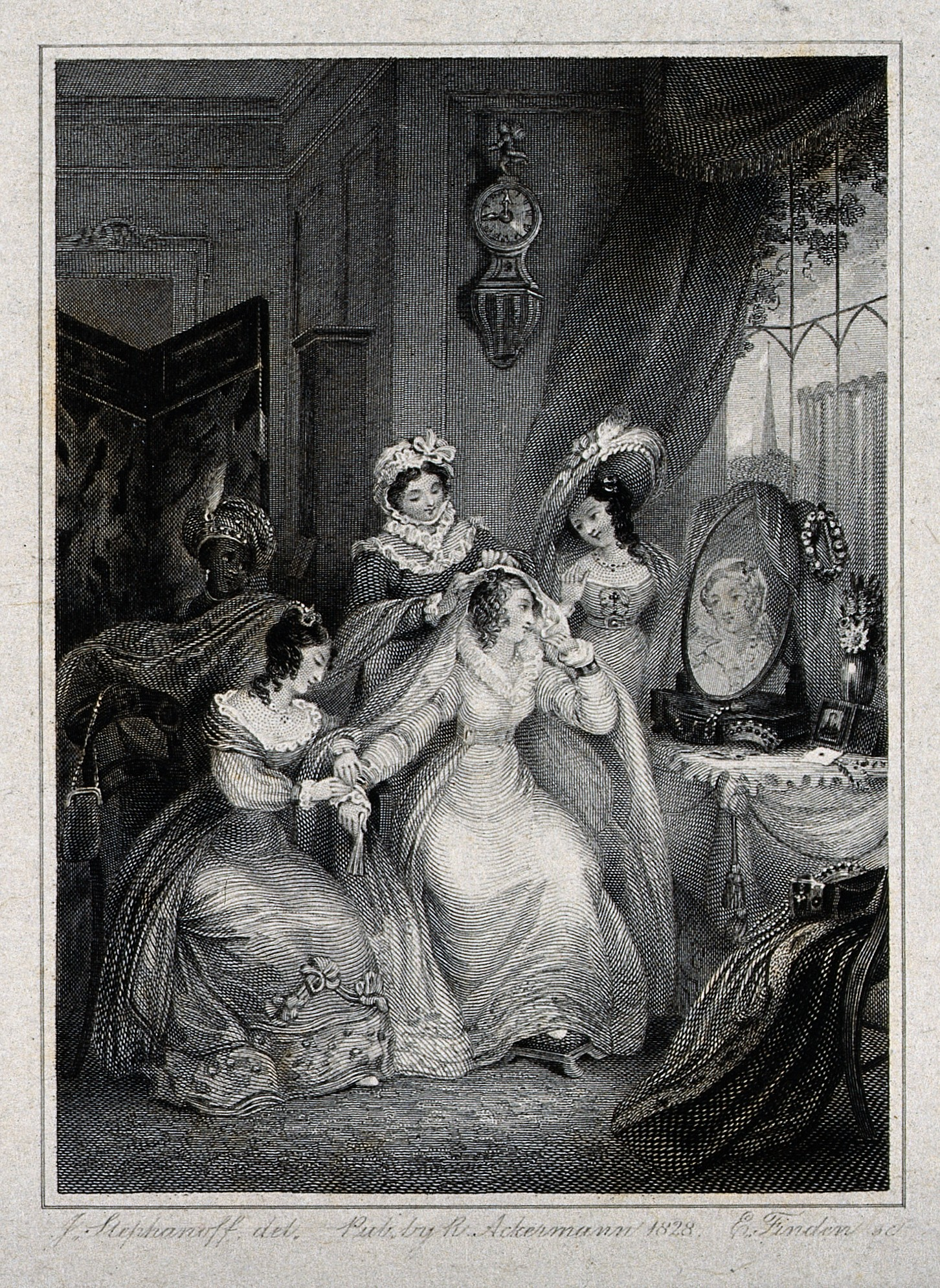
Femme assise à sa table de toilette entourée de deux femmes
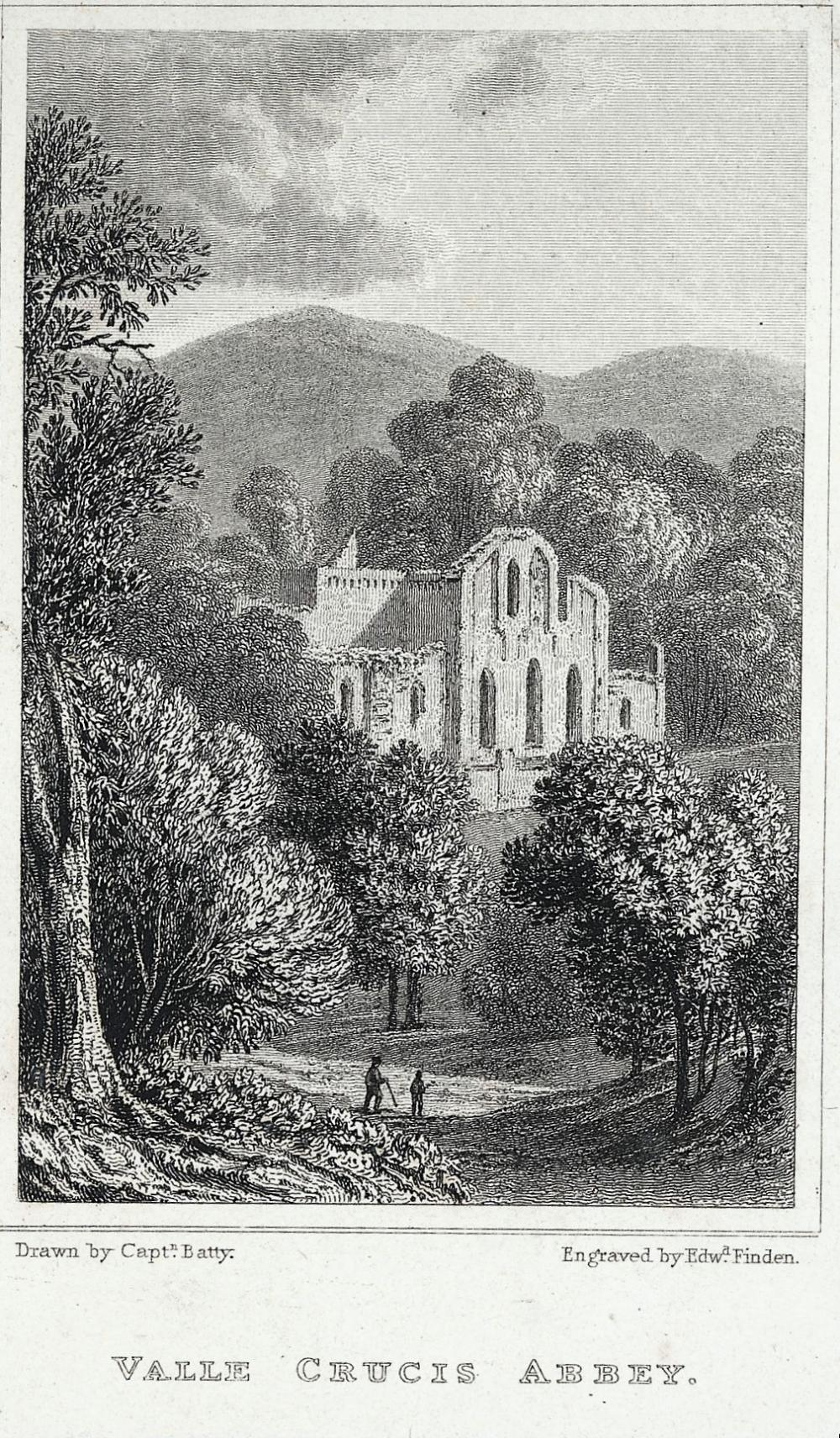
L'abbaye de Valle Crucis au Pays de Galles
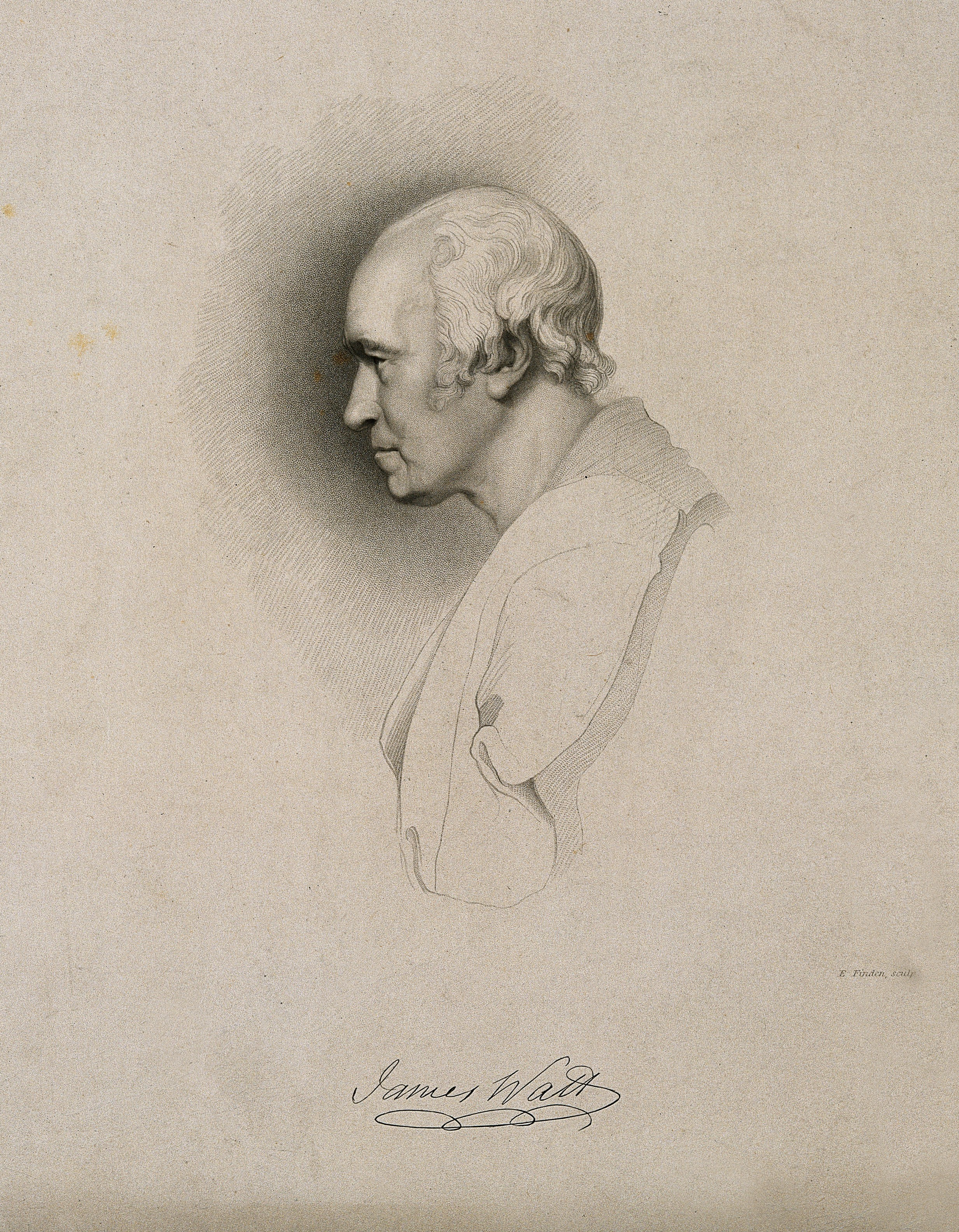
James Watt, gravure d'après F. Chantrey, 1832